# أولاد عيسى (الغيات)
أولاد عيسى هي إحدى مشيخات المملكة المغربية، تتبع جغرافيا لإقليم آسفي وإداريًا لجماعة الغيات. يقدر عدد سكانها بـ 34551 نسمة حسب الإحصاء الرسمي للسكان والسكنى لسنة 2004.